# Salts als Jocs Olímpics d'estiu de 1908 - Palanca de 10 metres masculina
La prova de Palanca de 10 metres masculina va ser una de les dues proves de salts que es disputà dins el programa dels Jocs Olímpics de Londres del 1908. L'altra fou la prova del salt de trampolí de 3 metres metres.
La competició es disputà en dues palanques, una a 10 metres i l'altra a 3 metres d'alçada. Els saltadors havien de realitzar un salt amb carrera simple i un salt mortal cap enrere des de la palanca de 5 metres, i un salt normal i una immersió senzilla de peu des de la plataforma de 10 metres, així com tres salts a escollir per cada saltador des de la plataforma de 10 metres. La competició es va celebrar de dilluns 20 juliol a divendres 24 de juliol de 1908. Hi van prendre part 24 saltadors en representació de sis països.

## Resultats

### Primera ronda
Els dos primers classificats de cada grup passen a semifinals.
Grup 1
| Posició | Saltador               | Puntuació |
| ------- | ---------------------- | --------- |
| 1       | George Gaidzik (USA)   | 81.8      |
| 2       | Harold Goodworth (GBR) | 76.0      |
| 3       | Erik Adlerz (SWE)      | 74.1      |
| 4       | Oskar Wetzell (FIN)    | 69.7      |
| 5       | James Aldous (GBR)     | 68.0      |

Grup 2
| Posició | Saltador                | Puntuació |
| ------- | ----------------------- | --------- |
| 1       | Hjalmar Johansson (SWE) | 78.4      |
| 2       | Karl Malmström (SWE)    | 73.95     |
| 3       | William Hoare (GBR)     | 65.2      |
| 4       | Joseph Huketick (BEL)   | DNF       |

Grup 3
| Posició | Saltador                | Puntuació |
| ------- | ----------------------- | --------- |
| 1       | Hilmer Löfberg (SWE)    | 68.9      |
| 2       | Heinz Freyschmidt (GER) | 67.3      |
| 3       | Sigfrid Larsson (SWE)   | 64.8      |
| 4       | William Webb (GBR)      | 57.7      |
| 5       | Thomas Collins (GBR)    | 56.5      |

Grup 4
| Posició | Saltador               | Puntuació |
| ------- | ---------------------- | --------- |
| 1       | Arvid Spångberg (SWE)  | 79.2      |
| 2       | Harald Arbin (SWE)     | 76.8      |
| 3       | George Cane (GBR)      | 73.1      |
| 4       | Gunnar Vingqvist (SWE) | 65.7      |

Grup 5
| Posició | Saltador                | Puntuació |
| ------- | ----------------------- | --------- |
| 1       | Robert Andersson (SWE)  | 73.55     |
| 2       | Toivo Aro (FIN)         | 69.5      |
| 3       | Harold Grote (USA)      | 62.8      |
| 4       | Axel Runström (SWE)     | 57.6      |
| 5       | Fritz Nicolai (GER)     | 54.5      |
| 6       | Thomas Harrington (GBR) | 53.15     |

### Semifinals
Els dos primers classificats de cada semifinal passen a la final. Després d'una protesta, el tercer classificat de la segona semifinal és inclòs a la final. 

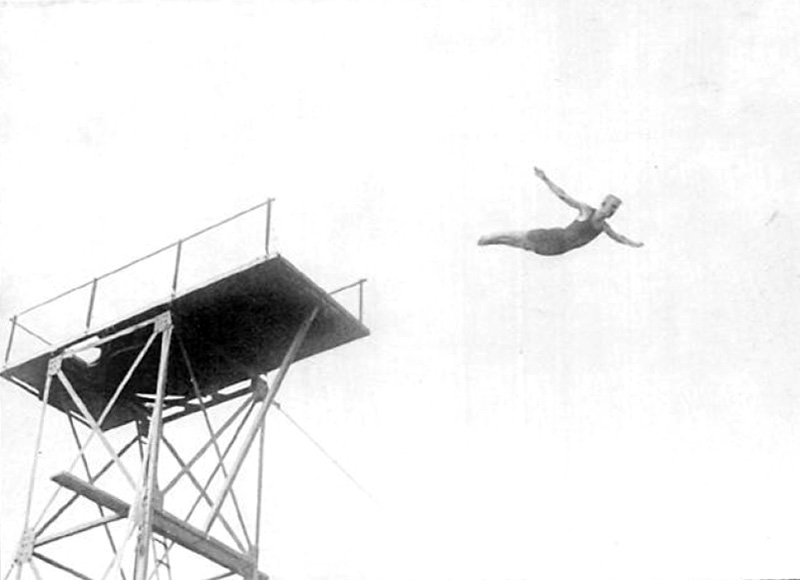
Arvid Spångberg vencedor de la medalla de bronze.

Semifinal 1
| Posició | Saltador              | Puntuació |
| ------- | --------------------- | --------- |
| 1       | Arvid Spångberg (SWE) | 72.3      |
| 2       | Karl Malmström (SWE)  | 67.0      |
| 3       | Toivo Aro (FIN)       | 62.7      |
| 4       | Hilmer Löfberg (SWE)  | 59.18     |
| 5       | Harald Arbin (SWE)    | 52.81     |

Semifinal 2
| Posició | Saltador                | Puntuació |
| ------- | ----------------------- | --------- |
| 1       | Hjalmar Johansson (SWE) | 80.75     |
| 2       | Robert Andersson (SWE)  | 66.75     |
| 3       | George Gaidzik (USA)    | 61.0      |
| 4       | Harold Goodworth (GBR)  | 59.48     |
| 5       | Heinz Freyschmidt (GER) | 48.8      |

### Final
| Posició | Saltador                | Puntuació |
| ------- | ----------------------- | --------- |
| 1       | Hjalmar Johansson (SWE) | 83.75     |
| 2       | Karl Malmström (SWE)    | 78.73     |
| 3       | Arvid Spångberg (SWE)   | 74.00     |
| 4       | Robert Andersson (SWE)  | 68.30     |
| 5       | George Gaidzik (USA)    | 56.30     |